# Томас Фіцджеральд з Лакка

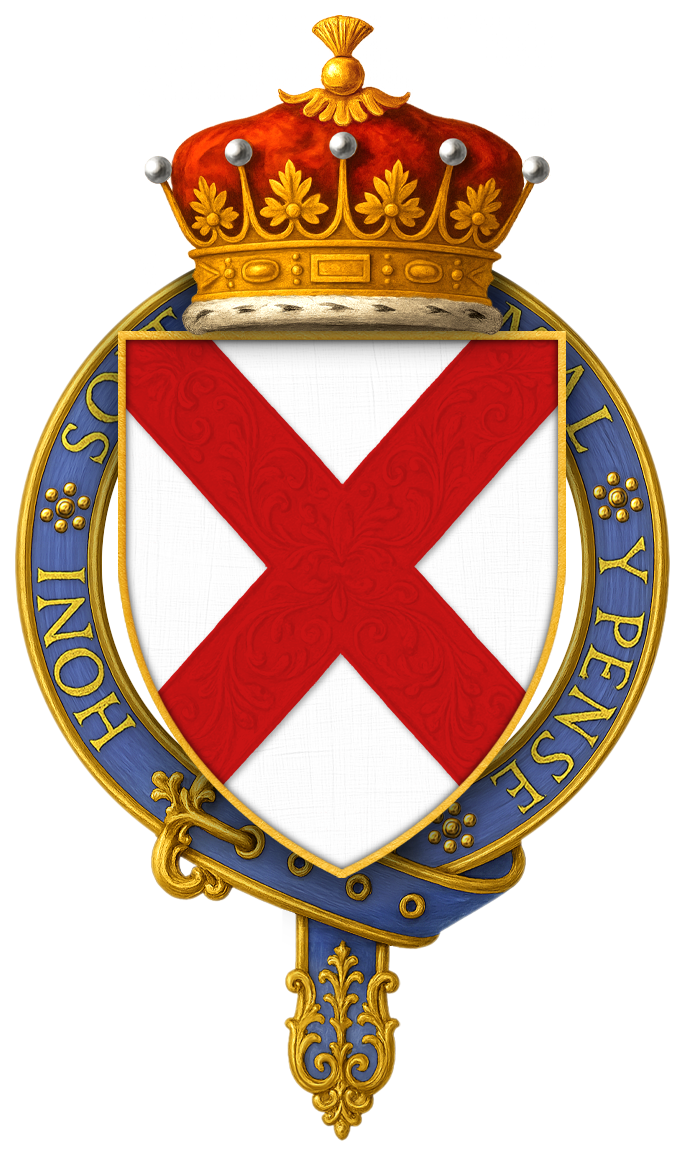
Герб Фіцджеральдів.

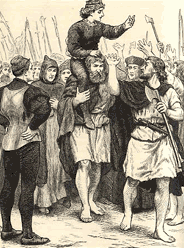
Самозванець на англійський трон Ламберт Сімнел в Ірландії.

Сер Томас Фіцджеральд з Лакка (англ. Sir Thomas FitzGerald of Laccagh) (бл. 1458—1487) — ірландський юрист, суддя, політик, державний та військовий діяч, лорд-канцлер Ірландії за часів правління королів Англії та Ірландії Річарда III і Генріха VII. Був одним з організаторів повстання проти короля Англії та Ірландії Генріха VII. Загинув під час битви біля Стоку.

## Життєпис

### Походження та історичний фон
Томас Фіцджеральд з Лакка народився близько 1458 року. Він був другим сином Томаса Фіцджеральда, VII графа Кілдер і Джоан Фіцджеральд, доньки Джеймса Фіцджеральда, VI графа Десмонда. Томас Фіцджеральд з Лакка одружився з Елізабет Престон, дочкою Роберта Престона, I віконта Горманстона та Джанет Моліне. Через свою старшу доньку Маргарет, яка вийшла заміж за Гаррета Веллслі, він був предком герцога Веллінгтона. Він проживав у селищі Лакка, що поблизу Монастеревіна, графство Кілдер, і, попри його повстання проти корони Англії, його нащадки змогли зберегти свої маєтки. Вони ще жили в селищі Лакка в 1570-х роках.

### Лорд-канцлер Ірландії
У 1484 році сер Томас Фіцджеральд з Лакка став лорд-канцлером Ірландії. Після падіння династії Йорків новий король Англії та Ірландії Генріх VII затвердив його на посаді, але його лояльність до нового режиму викликала глибоку недовіру. Англо-ірландська знать під час Війни Троянд переважно симпатизувала йоркам, тоді як Фіцджеральди з графства Кілдер були готові підтримати або Йорків, або династію Тюдорів, щоб утвердити свою власну владу в Ірландії: король Генріх VII, як кажуть, зауважив, що вони б коронували мавпу, щоб забезпечити своє становище. Батько Томаса Фіцджеральда з Лакка та його старший брат Джеральд — «Великий Граф», досягли майже абсолютної влади в Ірландії, де факто самостійній на той час державі, яку терпіли англійські королі.

### Повстання самозванця Ламберта Сімнела
У 1487 році самозванець Ламберт Сімнел, що називав себе Едвардом Плантагенетом, XVII графом Ворікським, законним спадкоємцем дому Йорків, з'явився в Ірландії в супроводі священника, на ім'я Річард Саймондс і звернувся до ірландської шляхти з проханням про військову допомогу для отримання англійської корони. Ламберт Сімнел був дуже схожий на справжнього графа Ворвіка, який насправді був ув'язненим у Лондонському Тауері, де він залишався до своєї страти в 1499 році. Томас і його брат Джеральд, VIII граф Кілдер, були одними з найсильніших прихильників Ламберта Сімнела і були присутні на його коронації в Крайстчерчському соборі в Дубліні. Томас Фіцджеральд з Лакка пішов у відставку з посади лорд-канцлера Ірландії та набрав приблизно 4500 солдатів, включаючи етнічних ірландців та англо-ірландців, щоб доповнити загін континентальних найманців, надісланих справжньою тіткою Воріка, Маргарет, герцогинею Бургундії. Він привів свої війська до Англії, але повстання було придушене, повстанці були розгромлені в битві біля Стоку, де Томас Фіцджеральд з Лакка був убитий. Його братові пощастило більше: Генрі виявив надзвичайне милосердя до вцілілих повстанців, у тому числі до графа Кілдера, який отримав королівське помилування, і до самого Ламберта Сімнела, якому дали роботу на королівській кухні, а пізніше його підвищили до посади королівського сокольничого.
Фіцджеральди зберігали своє панування в ірландській політиці ще 50 років: ще одне зауваження короля Генріха VII полягало в тому, що якщо вся Ірландія не може зупинити сваволю графа Кілдер, то нехай граф Кілдер і править Ірландією. Однак його син Генріх VIII мав зовсім іншу точку зору: до 1540 року графи Кілдер і взагалі всі Фіцджеральди були безжально розгромлені, хоча пізніше вони відновили частину свого старого впливу.

### Родина
Зі своєю дружиною Елізабет Престон Сер Томас Фіцджеральд з Лакка мав щонайменше трьох дітей:
- Сер Моріс Фіцджеральд з Лакка (убитий 1520 року)
- Маргарет Фіцджеральд з Лакка — вийшла заміж за Гаррета Веллслі
- Ізабелла Фіцджеральд з Лакка.

У 1572 році сер Моріс Фіцджеральд з Лака взяв в оренду землі в Найтстауні, що нині в графстві Леїш.